# Westplein (Utrecht)
Het Westplein is een verkeersplein aan de westkant van het Centraal Station van Utrecht. 

## Situering
Het Westplein begint bij de Daalsetunnel en Vleutenseweg en loopt tot aan de Croeselaan, Leidseweg en de Graadt van Roggenweg.
Op het Westplein komen na de hiervoor genoemde straten ook nog de Lange Hagelstraat, Blekerstraat, Kanaalstraat en de Damstraat uit en is er ook nog de Leidseveertunnel om naar het Smakkelaarsveld en het stadsbusstation te kunnen komen.

## Geschiedenis

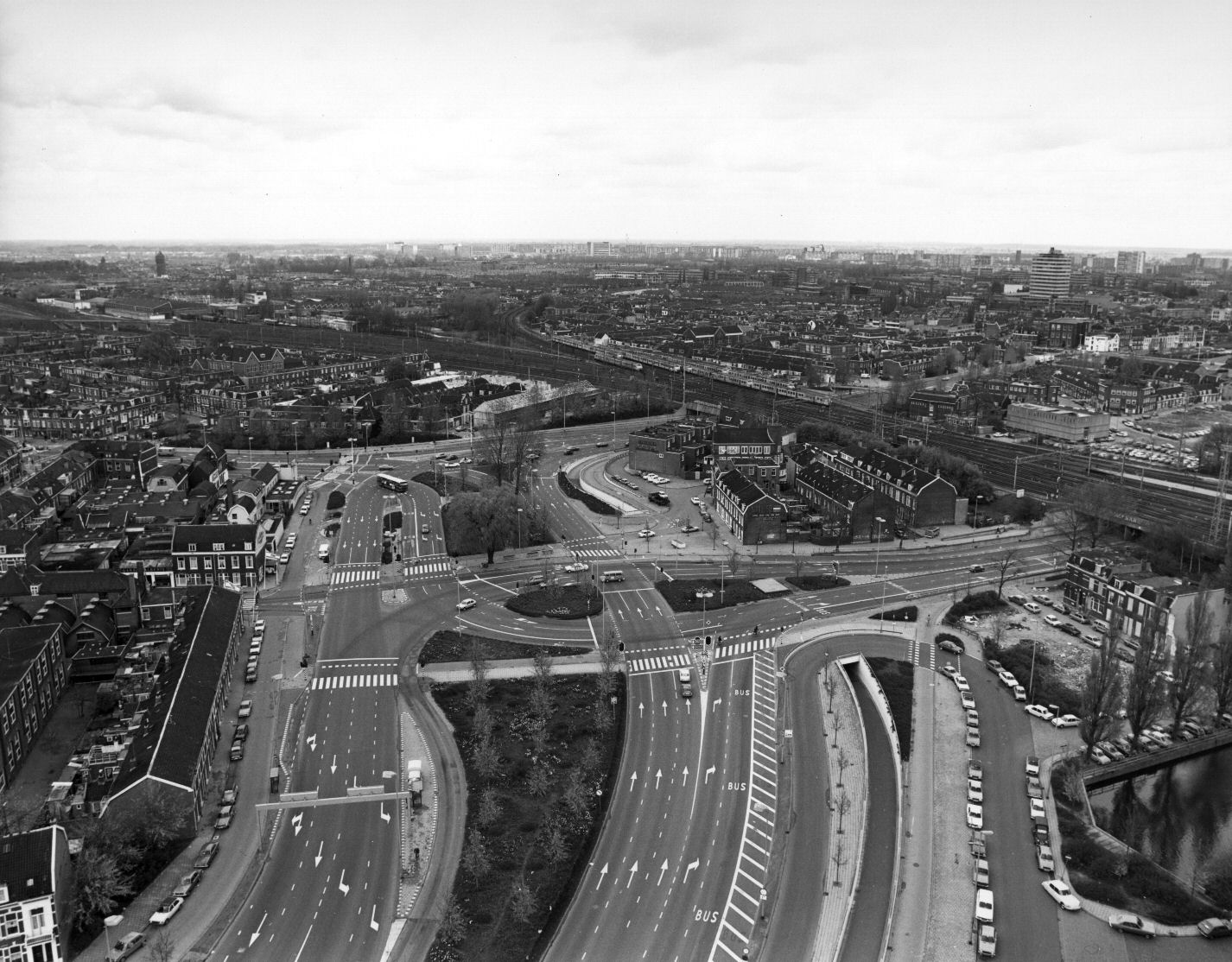
Westplein in 1979, gezien vanaf het Holiday Inn Hotel.

Het Westplein werd in 1969 aangelegd. Dit geheel vernieuwde gedeelte van Utrecht was voorheen onderdeel van het oude Utrecht met een heel andere uitstraling dan thans. Er waren dan ook gemengde gevoelens bij de burgerij van Utrecht, waarvan de één met lede ogen en de ander weer zeer verheugd deze hele verandering vanaf de Sint Jacobsstraat tot aan een gedeelte van de Leidseweg gadesloeg. En waarbij gezegd kan worden dat Utrecht Utrecht niet meer is zoals menigeen dit nog scherp op het netvlies heeft staan van hoe het vroeger was. Tussen de genoemde straten werd namelijk een deel van de Weerdsingel gedempt, en werd aansluitend ook de brede Daalsetunnel onder het spoor aangelegd waardoor de 1e Daalsebuurt werd doorsneden.
Maar het een en ander was achteraf gezien ook nodig zodat dit gebied geschikt was voor de komst van de sneltram in 1983, die zou gaan rijden van Utrecht naar Nieuwegein. Vanaf 1983 was er daarmee ook een gelijknamige sneltramhalte op het plein. Vanwege CU2030 is de trambaan in 2013 verplaatst naar het Jaarbeursplein, rijden de trams niet meer over het Westplein en is de gelijknamige halte opgeheven. Het voormalige trace was tot 2024 nog wel te herkennen. In de berm waar de tram reed was in 2014 ter hoogte van de voormalige halte een tijdelijke fietsenstalling gebouwd die in 2024 weer definitief is gesloten en daarna is afgebroken. Tussen 2017 en 2024/2025 heeft in de voormalige trambaan, op het kruispunt met de Croeselaan en de Graad van Roggenweg, een kunstzinnige bouwkraan gestaan: "Gone with the wind" (deze stond in 2016 bij het Beatrixgebouw). Vanaf 2019 is "Perron West" in gebruik genomen (dat iets meer noorderlijk in de berm ligt): een pluktuin en een oude treinwagon die gebruikt kan worden als werkplek of ontmoetingsplek.
Het plein dat in 1969 als een verkeersplein is aangelegd had ook een fietstunnel zodat fietsers geen hinder hadden van het verkeer (auto's, openbaar vervoer en langzaam verkeer) dat door de Leidseveertunnel ging. Begin 2015 is de fietstunnel afgesloten en de plek waar die tunnel liep is daarna geëgaliseerd. Bij die plek zijn vanaf 2015 HOV-busbanen in gebruik genomen.
Vanwege hetzelfde project, CU2030, is het nabijgelegen Jaarbeursplein heringericht: daarom vertrekken de bussen van Flixbus anno 2025 vanaf de zuidkant van het Westplein (en niet meer vanaf het Jaarbeursplein).

## Vernieuwing
Het Westplein maakt een transformatie door in het kader van de vernieuwing rond het stationsgebied. Net zoals bij de vernieuwing van bijvoorbeeld de Catharijnesingel zal de nadruk minder komen te liggen op het autoverkeer, en juist meer op voetgangers en fietsers. Onder andere de Leidse Rijn zal verder worden doorgetrokken, waar ook plaats zal zijn voor een park. Er zullen meer woningen worden gebouwd, en tussen de nieuwe gebouwen en de Leidseweg zullen een tweetal semi-openbare tuinen worden aangelegd. Ook zal de fietsroute richting het centrum en station worden verbeterd. Mogelijk zal de naam van het plein veranderen: van Westplein naar Lombokplein.

## Fotogalerij

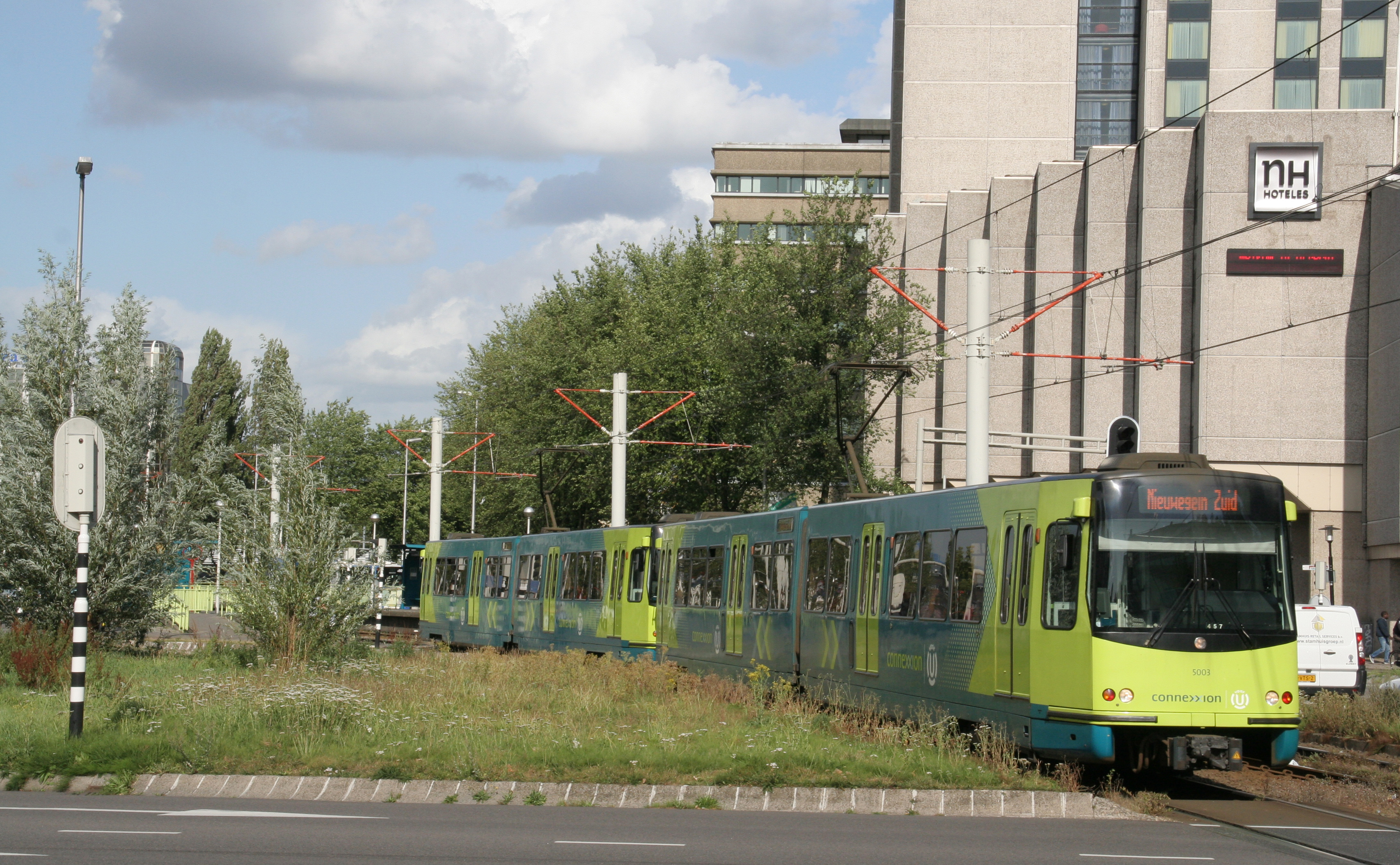
Sneltram aan het Westplein (2009)
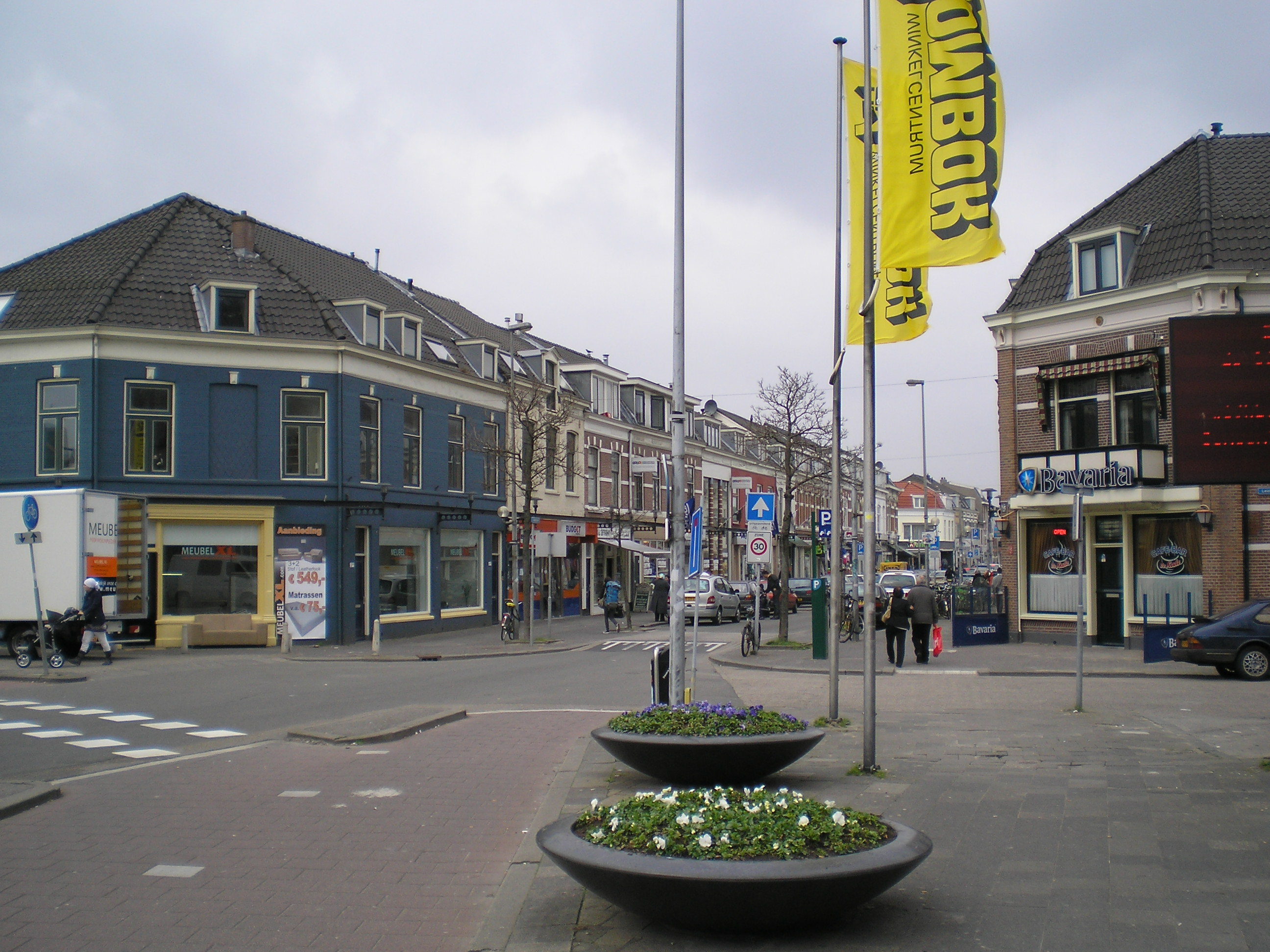
Damstraat gezien vanaf het Westplein met vooraan rechts de Leidsekade (2012)
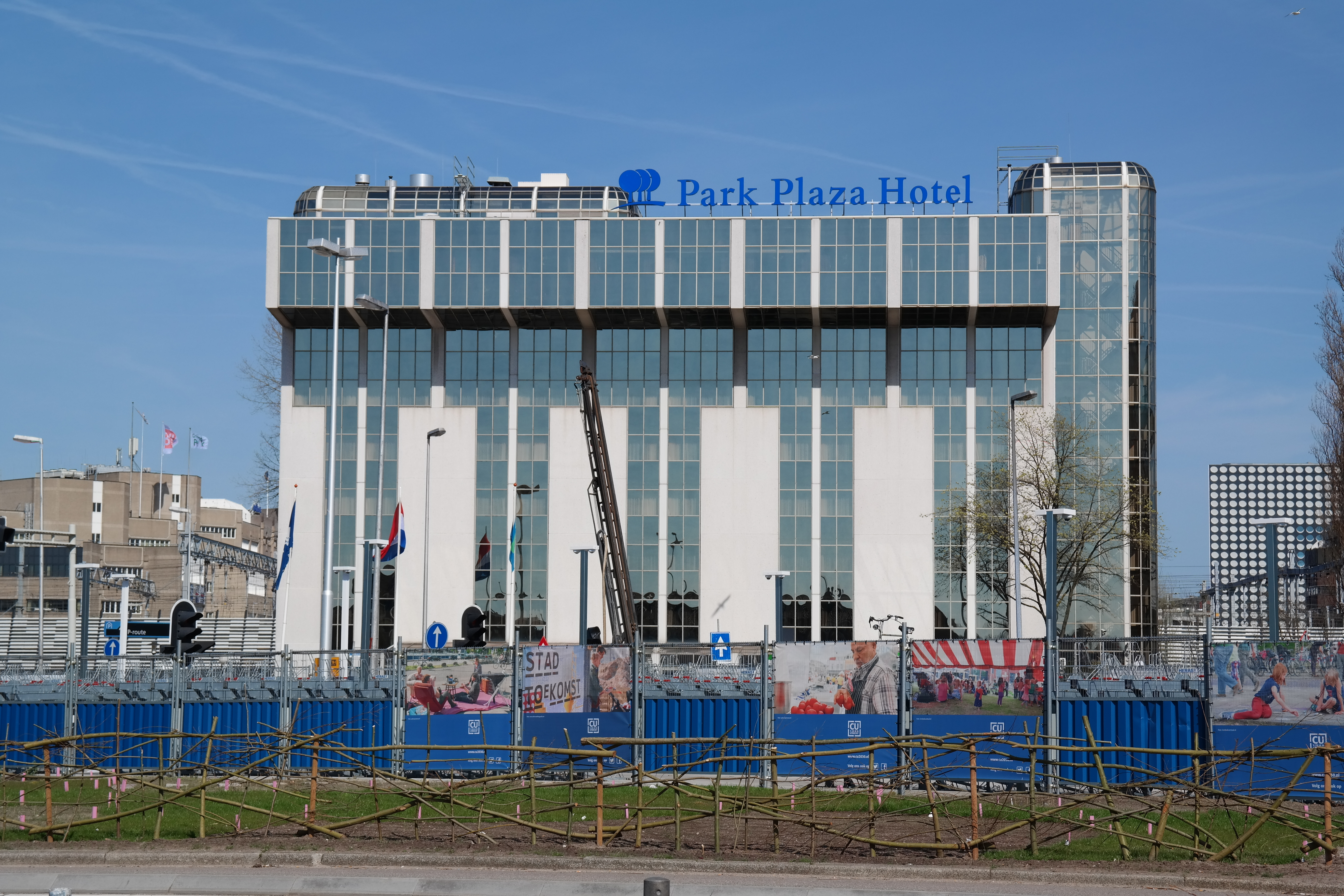
Het Park Plaza Hotel aan Westplein 50 (2015)

Billitonkade ·
Damstraat ·
Jan Pieterszoon Coenstraat ·
Kanaalstraat ·
Leidsekade ·
Westplein